# Panganiban
Panganiban (Bayan ng Panganiban) är en kommun i Filippinerna. Kommunen ligger på ön Luzon, och tillhör provinsen Catanduanes. Folkmängden uppgår till 9 287 invånare år 2015.

## Barangayer
Panganiban är indelat i 23 barangayer.
| - Alinawan - Babaguan - Bagong Bayan - Burabod - Cabuyoan - Cagdarao - Mabini - Maculiw - Panay - Taopon (Pangcayanan) - Salvacion (Pob.) - San Antonio | - San Joaquin (Pob.) - San Jose (Pob.) - San Juan (Pob.) - San Miguel - San Nicolas (Pob.) - San Pedro (Pob.) - San Vicente (Pob.) - Santa Ana (Pob.) - Santa Maria (Pob.) - Santo Santiago (Pob.) - Tibo |

## Bildgalleri

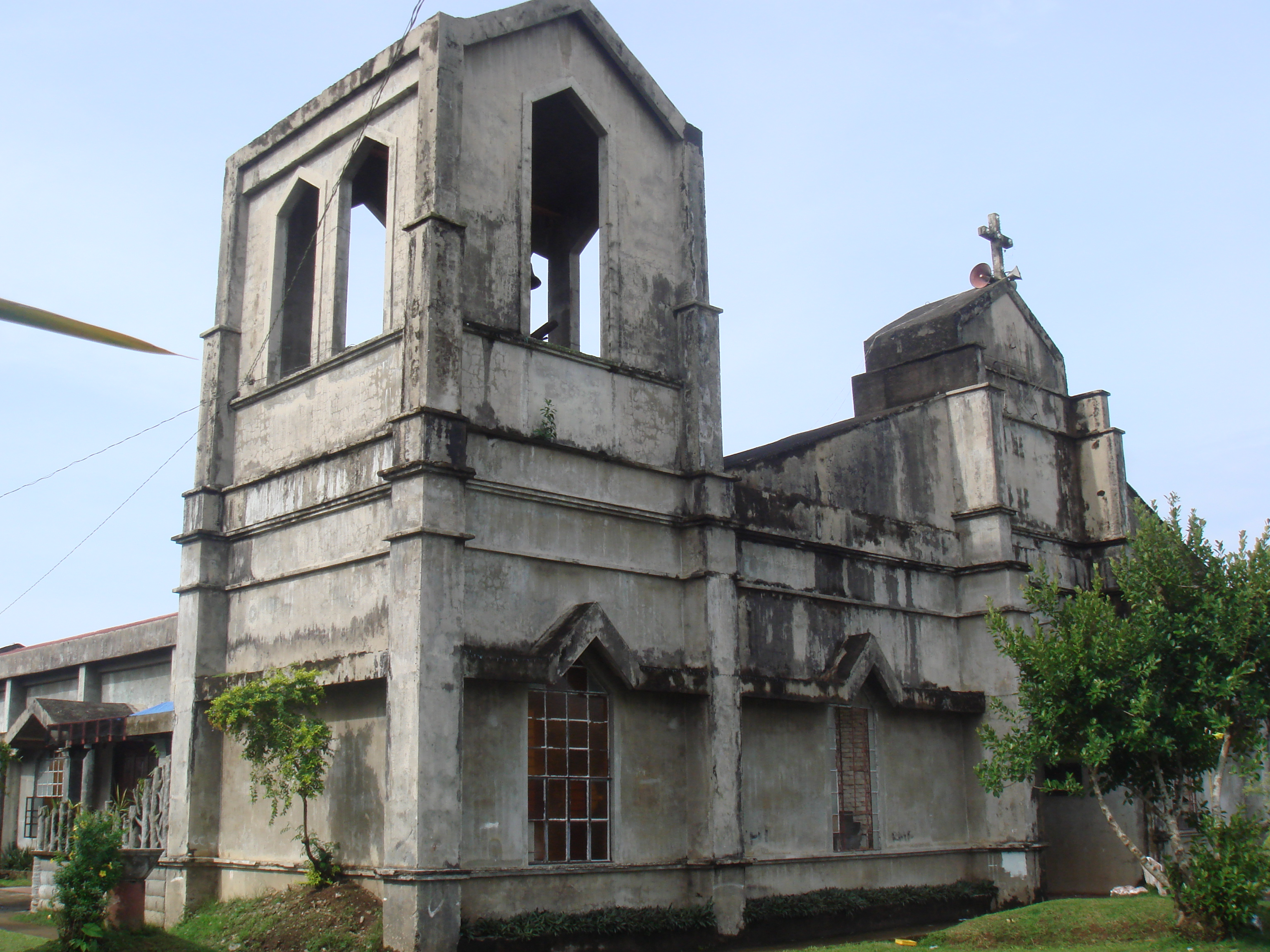